# Cedric Omoigui
Omo Cedric Omoigui Olague (Benin City, 11 de noviembre de 1994), conocido deportivamente como Cedric, es un futbolista nigeriano. Juega como delantero en el Nástic de Tarragona de la Primera Federación.

## Trayectoria
Se incorporó a la cantera R. C. D. Mallorca en 2009. En la temporada 2014-15 jugó en el R. C. D. Mallorca "B", equipo con el que fue el máximo goleador del grupo tercero de Segunda División B con 17 goles.
En 2015 fue cedido al Valencia C. F. Mestalla tras renovar un año con el R. C. D. Mallorca, club con el que tenía contrato hasta el 30 de junio de 2018, y el club levantino se reservó una opción de compra de seis millones de euros. En su regreso a Mallorca siguió en el filial y en la temporada 2017-18 pasó a formar parte del primer equipo con el que ascendió a Segunda División.
En agosto de 2018 firmó por el C. F. Fuenlabrada, con el que consiguió otro ascenso a Segunda División y contribuyó a ello con once goles en 24 partidos.
En la temporada 2019-20 jugó en el Royal Excel Mouscron belga. Allí estuvo esa única campaña antes de volver a España después de fichar por el Real Racing Club de Santander en octubre de 2020. En sus dos primeros años consiguió 24 goles y sumó un tercer ascenso a Segunda División. En esta categoría compitió en la temporada 2022-23 y disputó un par de encuentros al inicio de la siguiente antes de ser cedido a la U. D. Ibiza el 29 de agosto de 2023.
En julio de 2024 puso fin a su relación contractual con el equipo cántabro y regresó al C. F. Fuenlabrada firmando por tres años. Sin embargo, tras el primero de ellos, en el que marcó diez goles, fichó por el Gimnàstic de Tarragona.

## Clubes
| Club                             | País    | Año           |
| -------------------------------- | ------- | ------------- |
| R. C. D. Mallorca "B"            | España  | 2013-2017     |
| Valencia C. F. Mestalla (cedido) | España  | 2015-2016     |
| R. C. D. Mallorca                | España  | 2017-2018     |
| C. F. Fuenlabrada                | España  | 2018-2019     |
| Royal Excel Mouscron             | Bélgica | 2019-2020     |
| Racing de Santander              | España  | 2020-2024     |
| U. D. Ibiza (cedido)             | España  | 2023-2024     |
| C. F. Fuenlabrada                | España  | 2024-2025     |
| Nástic de Tarragona              | España  | 2025-presente |